# آسک (ژیروند)
آسک (به فرانسوی: Asques) یک کمون در فرانسه است که در canton of Fronsac واقع شده‌است. آسک ۶٫۲۸ کیلومتر مربع مساحت دارد ۵ متر بالاتر از سطح دریا واقع شده‌است.